# 日本国民政治連合
日本国民政治連合（にっぽんこくみんせいじれんごう）は、日本の右派政治団体。略称は「日本」または「国政連」。

## 概観
昭和20年代に有田正憲が国民政治連合として旗揚げ。1970年代初頭、清水亘の活動停止に伴い『議会主義政治擁護国民同盟』から杉本一夫が移籍して中心メンバーとなり、品川司、河野孔明ら右派候補の調整役を務めた。
確認団体として唯一の候補者擁立は1983年（昭和58年）の第13回参議院議員通常選挙で、深作清次郎（反ソ決死隊）、南俊夫（自称：世界連邦創始者）、石川八郎、田中栄作ら、参院選の常連候補を糾合してのものだった。
有田が沙汰止みになり、代わりに福田拓泉グループが活発化した昭和末期以降は、参議院議員通常選挙（東京都選挙区）にほぼ毎回出馬していた特殊株主の赤石貞治が「総裁」に就任し、参院選に重点を置く選挙闘争を敢行した。
全国区制の廃止に伴い、意見表明の機会を奪われた右派候補の新たな受け皿になるものとの注目を集めたが、赤石が率いるようになってからは次第にトーンダウンして、活動拠点を東京から愛知に移し、トヨタ自動車批判に主張を転換して、候補者も赤石の親族と近隣住民のみに留まるようになった。本部自邸には『政治結社・日本国民政治連合』『日本開拓公団』の看板を掲げている。
1984年（昭和59年）6月には国民政治連合幹部2名が恐喝行為により逮捕され、後に参議院でも問題化した。
国政選挙への立候補は、2001年の第19回参議院議員通常選挙に赤石が愛知県選挙区から立候補したのを最後に途絶えている。以前はウェブサイトもあったが、既に閉鎖されている。2009年4月1日をもって、政治資金規正法第17条第2項（収支報告書の未提出）により、『日本国民政治連合』は政治活動のための寄附の支出または受領が認められない団体となった。